# Marie Hirsch

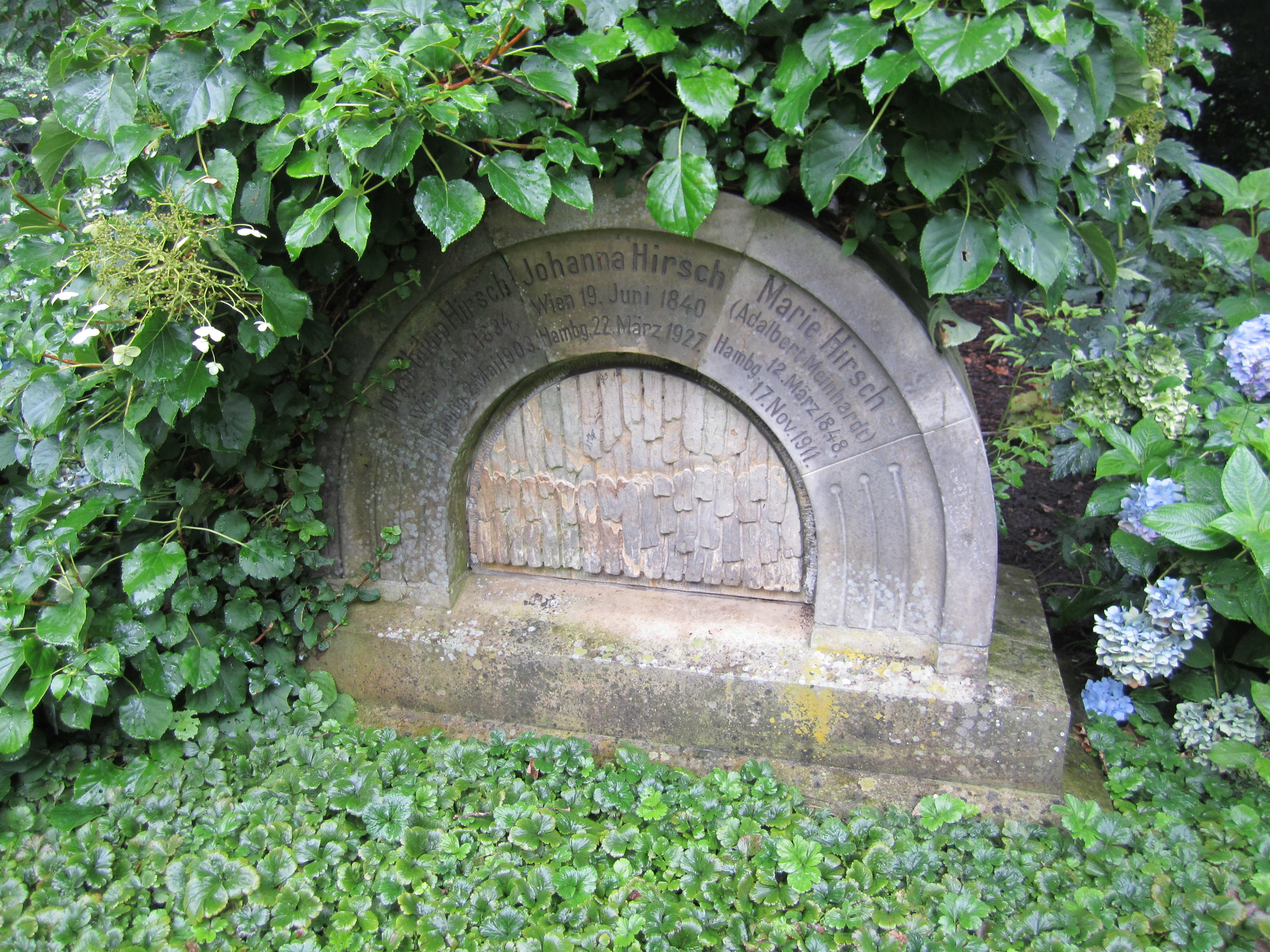
Grabstein im Garten der Frauen auf dem Friedhof Ohlsdorf

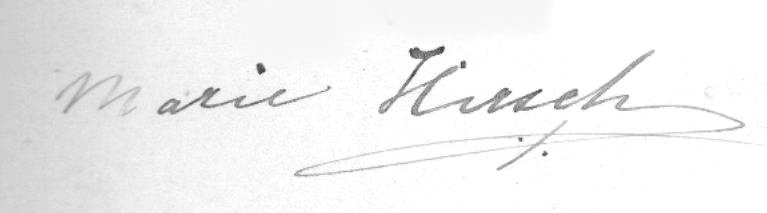
Unterschrift

Marie Hirsch (Pseudonym: Adalbert Meinhardt; * 12. März 1848 in Hamburg; † 17. November 1911 in Hamburg) war eine deutsche Schriftstellerin.
Nach einem frühen Tod ihrer Eltern wuchs sie zusammen mit Geschwistern in Hamburg auf. Sie erlernte Sprachen (Spanisch, Latein, Griechisch) und betätigte sich als Übersetzerin. Durch Bekanntschaft mit Paul Heyse kam sie zur Schriftstellerei. Sie veröffentlichte ausschließlich unter ihrem männlichen Pseudonym.
Ihr Grabstein befindet sich im Garten der Frauen auf dem Ohlsdorfer Friedhof (Hamburg).

## Werke
- Reisenovellen. (Schloss Polia. Der Bildhauer von Cauterets. Frau Antje. Regatta.) Paetel, Berlin 1885.
- Vier Novellen. (Alt Heidelberg. Georg Hansen. Die Mönche von Fontana. Der Falke.) Westermann, Braunschweig 1887.
- Weshalb? Neue Novellen. (Weshalb? Im Nonnengarten. Eine Studienreise.) Westermann, Braunschweig 1889.
- Reise- und Heimats-Novellen. Paetel, Berlin 1891.
- Das blaue Buch. Märchen u. Skizzen. Paetel, Berlin 1892.
- Heinz Kirchner. Aus den Briefen einer Mutter an ihre Mutter. Paetel, Berlin 1893.
- Mimen. Moderne Zwiegespräche. Paetel, Berlin 1895.
- Norddeutsche Leute. (Auf dem Heilwigshof. To Hus is best.) Novellen. Concordia, Berlin 1896.
- Das Leben ist golden. Drei Novellen. Paetel, Berlin 1897.
- Stillleben. Paetel, Berlin 1898.
- Allerleirauh. Paetel, Berlin 1900.
- Catarina. Das Leben einer Färberstochter. Paetel, Berlin 1902.
- Mädchen und Frauen. Paetel, Berlin 1903.
- Frau Hellfrieds Winterpost. Paetel, Berlin, 1904.(Digitalisat zum Download)
- Auf dem Heilwigshof. Erzählung. Hesse, Leipzig 1907. (Meisterwerke neuerer Novellistik 5) Neuedition
- Glücksuchende Menschen. Erzählungen. Paetel, Berlin 1907.
- Favara. Trauerspiel in drei Akten. Wigand, Leipzig 1909.
- Ein Regentag. Geschichte eines Mahagonistammes. Zwei Novellen. Reclam, Leipzig 1911.
- Aus vieler Herren Länder. Leipzig 1912.[1]
- Reim Richers. Eine Hamburger Geschichte. Hesse & Becker, Leipzig 1914.
- Der Bildhauer von Cauterets.Hillger, Berlin/Leipzig 1915.

## Übersetzungen
- Gustavo Adolfo Bécquer: Ausgewählte Legenden und Gedichte. Aus dem Spanischen übersetzt. Friedrich, Leipzig 1880.
- Antonio Fogazzaro: Miranda. Aus dem Italienischen übersetzt. Friedrich, Leipzig 1881.